# Drosophila formosana
Drosophila formosana är en tvåvingeart som beskrevs av Oswald Duda 1926. Drosophila formosana ingår i släktet Drosophila och familjen daggflugor.
Artens utbredningsområde är Sydostasien.